# 1990-es magyar teniszbajnokság
Az 1990-es magyar teniszbajnokság a kilencvenegyedik magyar bajnokság volt. A bajnokságot szeptember 9. és 16. között rendezték meg Budapesten, a Vasas Folyondár utcai tenisztelepén.

## Eredmények
| Versenyszám  | Arany                                                | Arany | Ezüst                                                           | Ezüst | Bronz                                                   | Bronz |
| ------------ | ---------------------------------------------------- | ----- | --------------------------------------------------------------- | ----- | ------------------------------------------------------- | ----- |
| Férfi egyéni | Markovits László Vasas SC                            |       | Krocskó József Nyíregyházi VSC                                  |       | ifj. Gulyás István Újpesti Dózsa                        |       |
| Női egyéni   | Csurgó Virág Bp. Spartacus                           |       | Földényi Annamária Vasas SC                                     |       | Dobó Csilla Újpesti Dózsa                               |       |
| Férfi páros  | Keresztes Krisztián, Hornok Miklós MTK-VM, BSE       |       | Fekete Rudolf, Kovács Imre Újpesti Dózsa                        |       | Markovits László, Nagy Viktor Vasas SC                  |       |
| Női páros    | Szikszay Réka, Csurgó Virág Bp. Spartacus            |       | Schmitt Gréta, Schmitt Petra Bp. Honvéd                         |       | Muzamel Ágnes, Turi Zsuzsa Bp. Honvéd, MTK-VM           |       |
| Vegyes páros | Markovits László, Schmitt Petra Vasas SC, Bp. Honvéd |       | Szikszay Attila, Szikszay Réka Siófoki Spartacus, Bp. Spartacus |       | Kirchknopf Zoltán, Saródy Szilvia MTK-VM, Bp. Spartacus |       |